# Ocimum mearnsii
Ocimum mearnsii là một loài thực vật có hoa trong họ Hoa môi. Loài này được (Ayob. ex Sebald) A.J.Paton mô tả khoa học đầu tiên năm 1999.